# Ferdinand Georg Waldmüller
Ferdinand Georg Waldmüller (Viena, 15 de janeiro de 1793 — Hinterbrühl, 23 de agosto de 1865) foi um pintor e escritor austríaco, um dos artistas austríacos mais importantes na primeira metade do século XIX.
Estudou na Academia de Belas-Artes de Viena, e assegurou a sua subsistência financeira pintando retratos. Em 1811 obteve um posto de professor de artes plásticas junto da prole do conde Ignácz Gyulay, na Croácia. Três anos depois, regressou a Viena e trabalhou o seu estilo copiando as obras dos grandes mestres.
Waldmüller interessou-se progressivamente pela natureza e dedicou-se à pintura paisagista. Foi neste género que o seu estilo atingiu a maior originalidade, seu sentido cromático e seu bom conhecimento da natureza ajudaram-no a executar telas notáveis.
Waldmüller foi também professor na Academia de Belas-Artes de Viena, mas teve regularmente disputas com a elite vienense em virtude das suas críticas ao sistema da instituição, que queria concentrar no estudo da natureza.

## Obra escrita
Nos seus escritos trata sobre aspectos teóricos das suas concepções da pintura e do desenho e as suas consequências pedagógicas:
- Das Bedürfnis eines zweckmäßigen Unterrichts in der Malerei und plastischen Kunst. Angedeutet nach eigenen Erfahrungen. (A necessidade de uma educação adequada na pintura e artes plásticas. Baseado na própria experiência.)  Viena 1846
- Vorschläge zur Reform der Österreichisch-kaiserlichen Akademie der bildenden Kunst. (Proposta de reforma da Academia de Belas-Artes no Império Austríaco.) Viena 1849
- Andeutungen zur Belebung der vaterländischen bildenden Kunst. (Sugestões para estimular a arte patriótica) Viena 1857 Versão digitalizada.
- Imitation, Reminiscenz, Plagiat. (Imitação, reminiscência e plágio.) 1857

## Galeria
Entre os seus retratos mais conhecidos estão os seguintes:

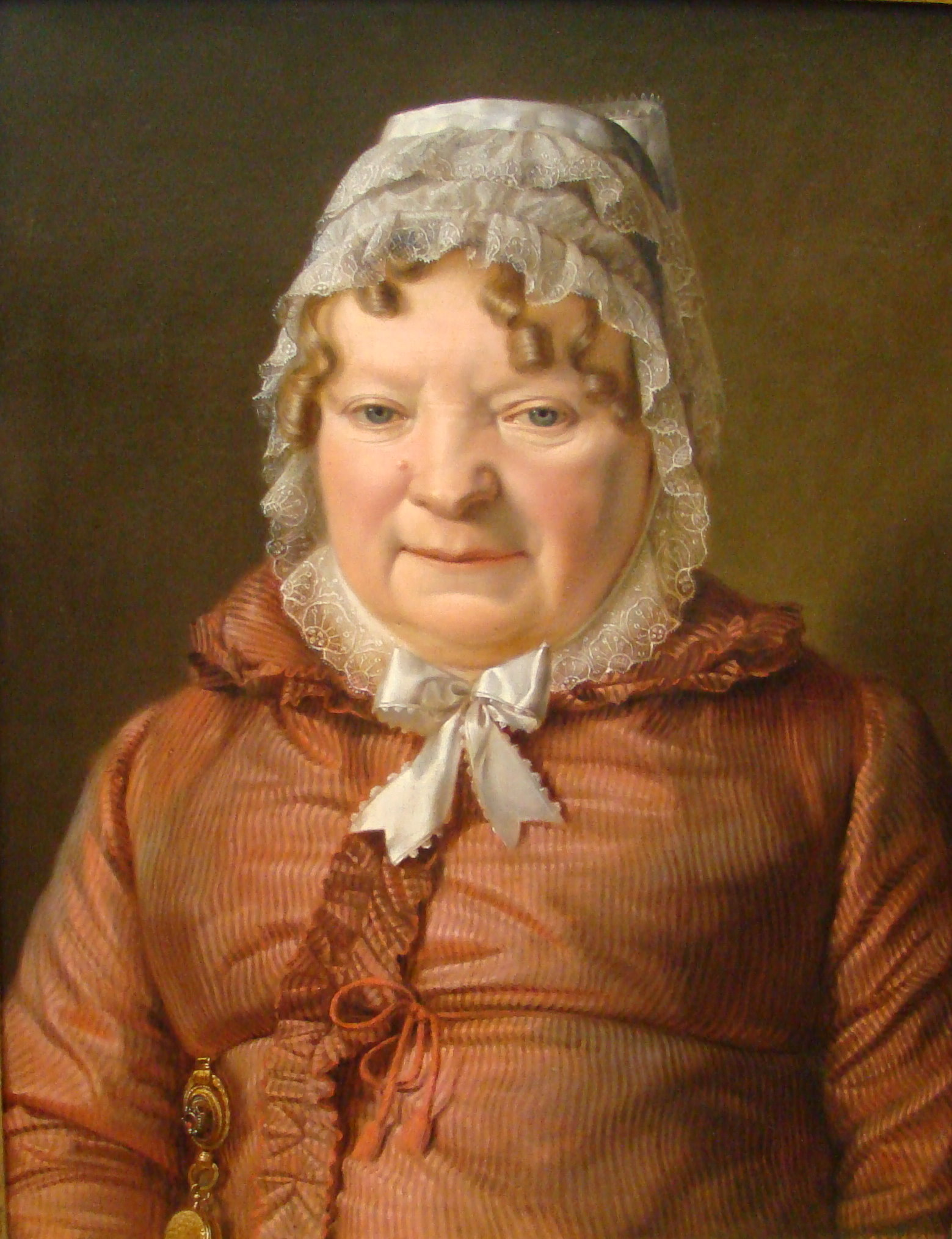
Mãe do capitão de Stierle-Holzmeister, 1819
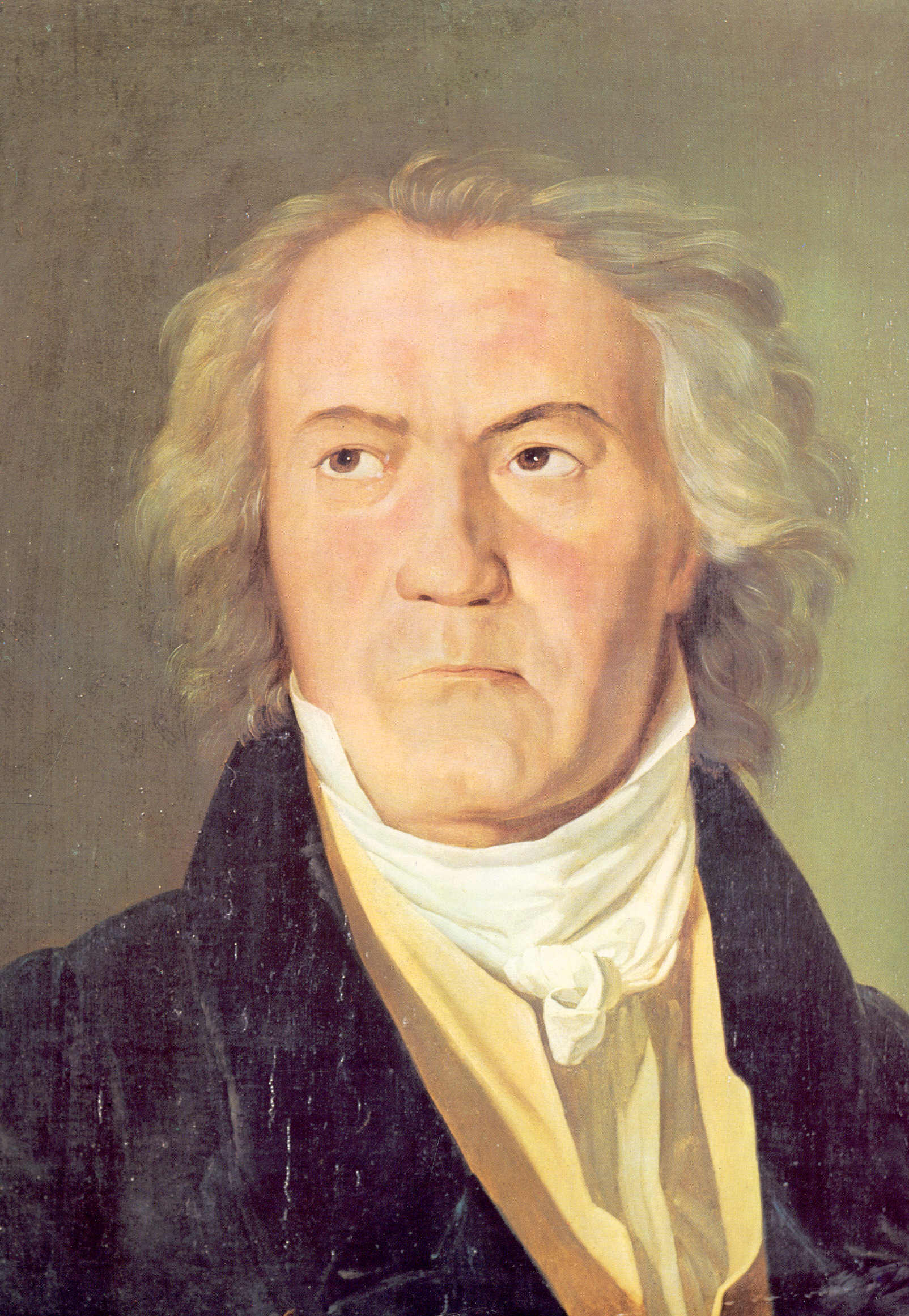
Retrato de Ludwig van Beethoven, 1823
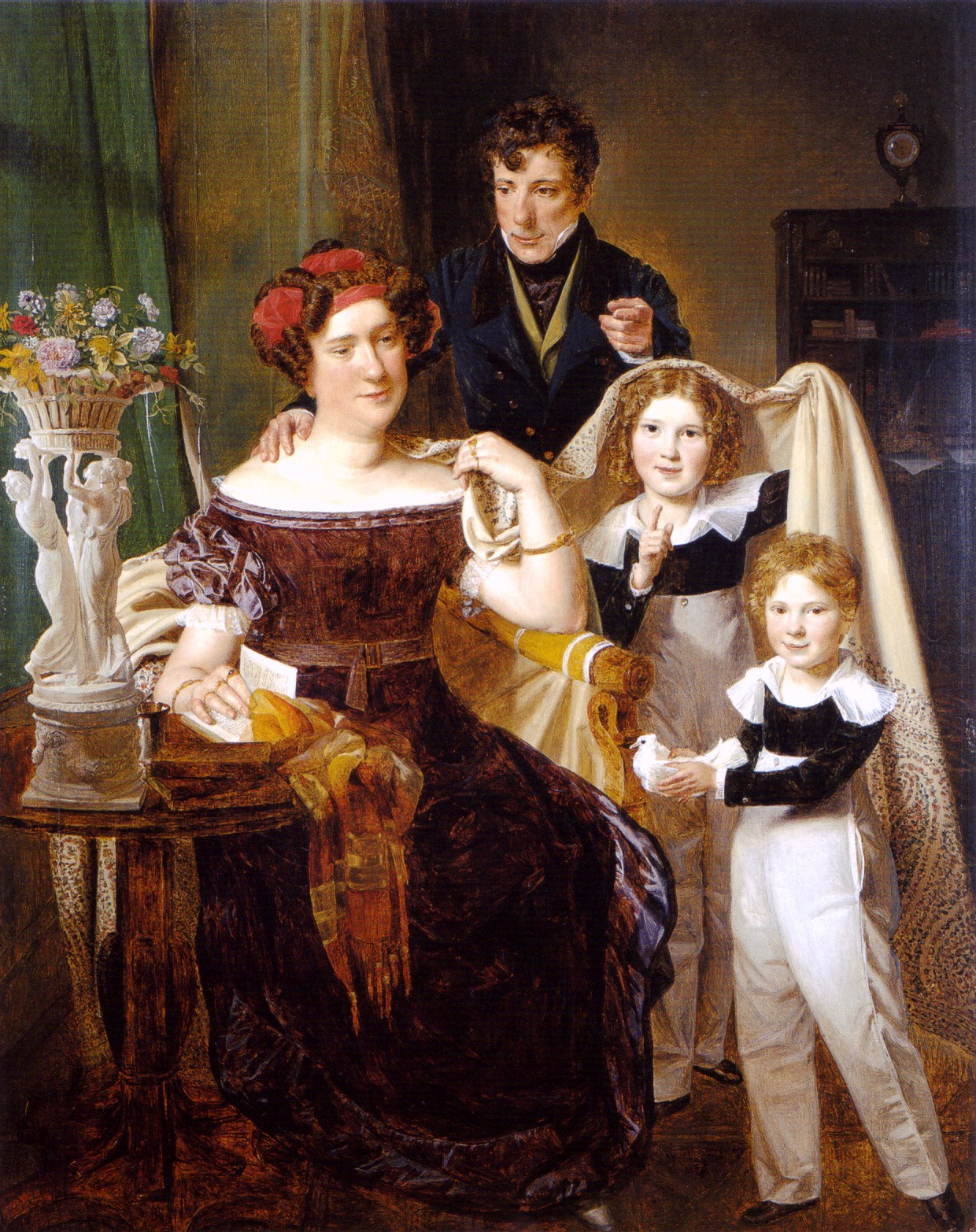
Von Odkolek com sua mulher e dois filhos, 1826
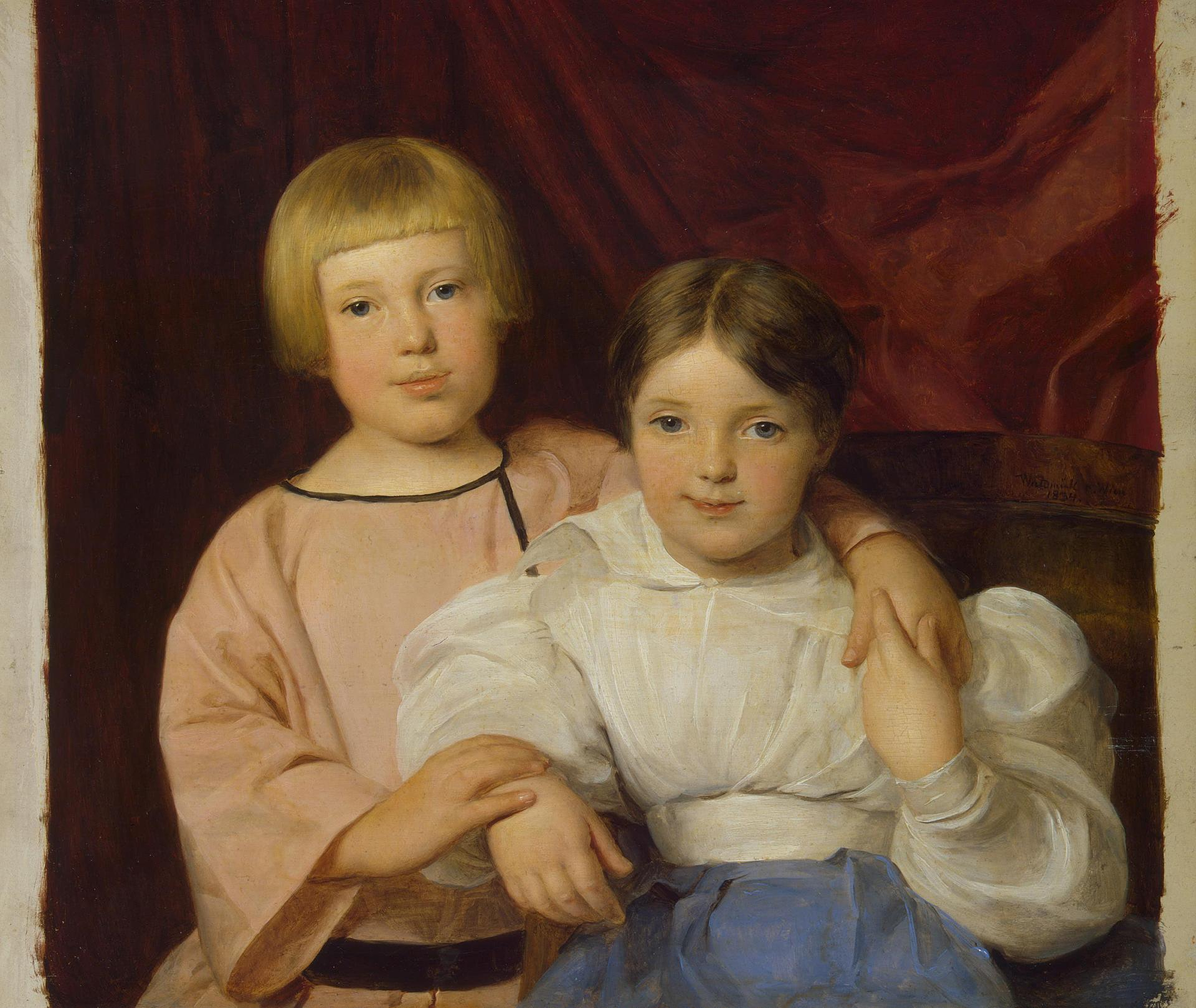
Crianças, 1834

Também fez pinturas com outros temas:

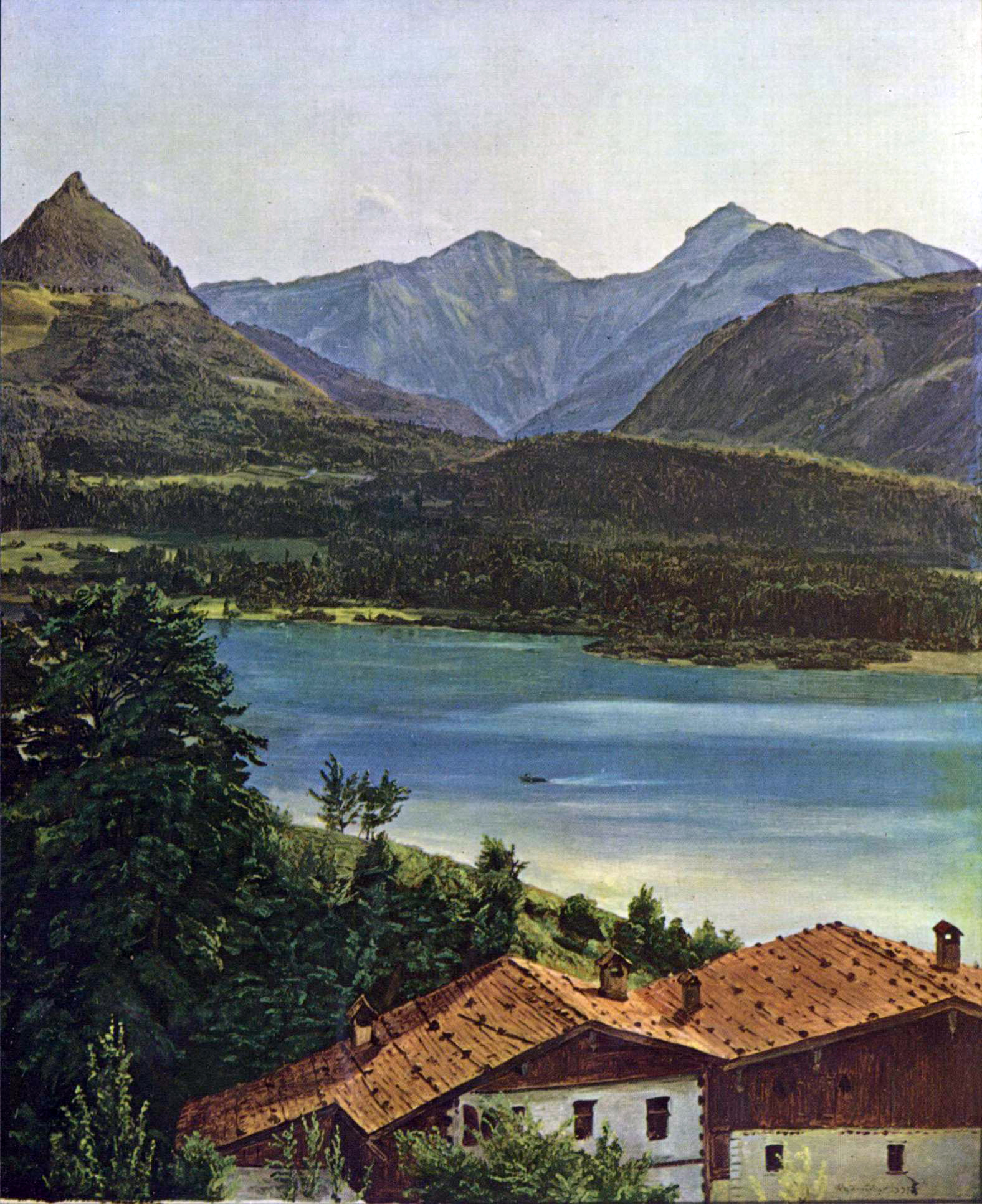
Wolfgangsee, 1835
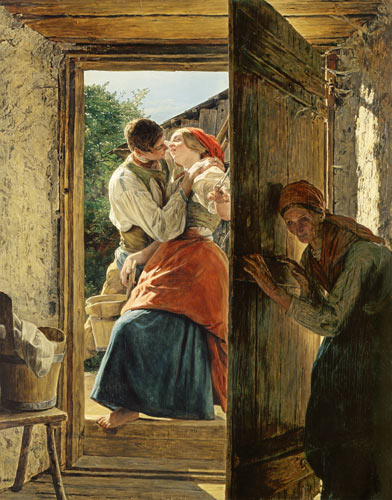
Amantes surpreendidos, 1858
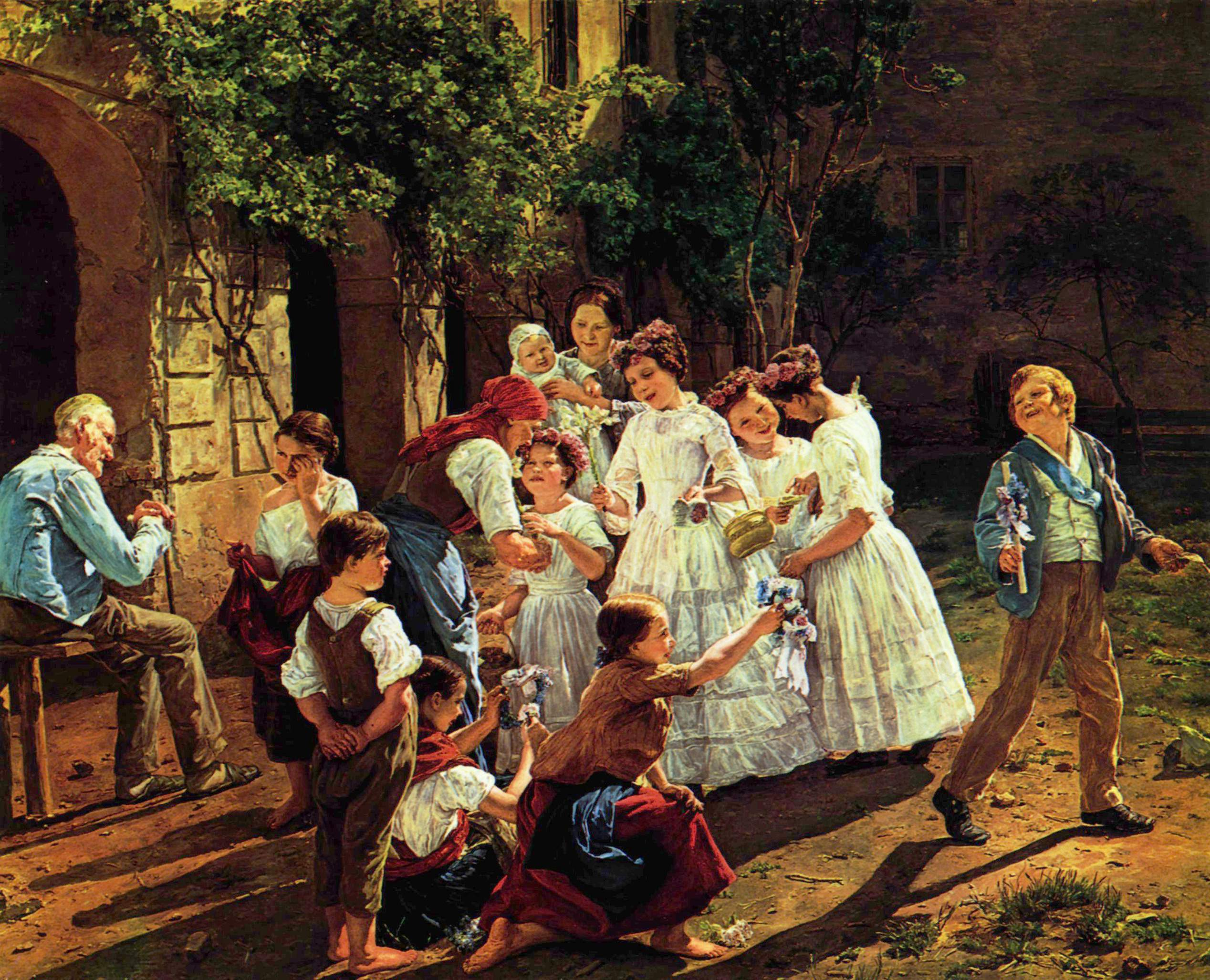
O dia de Corpus Christi, 1857
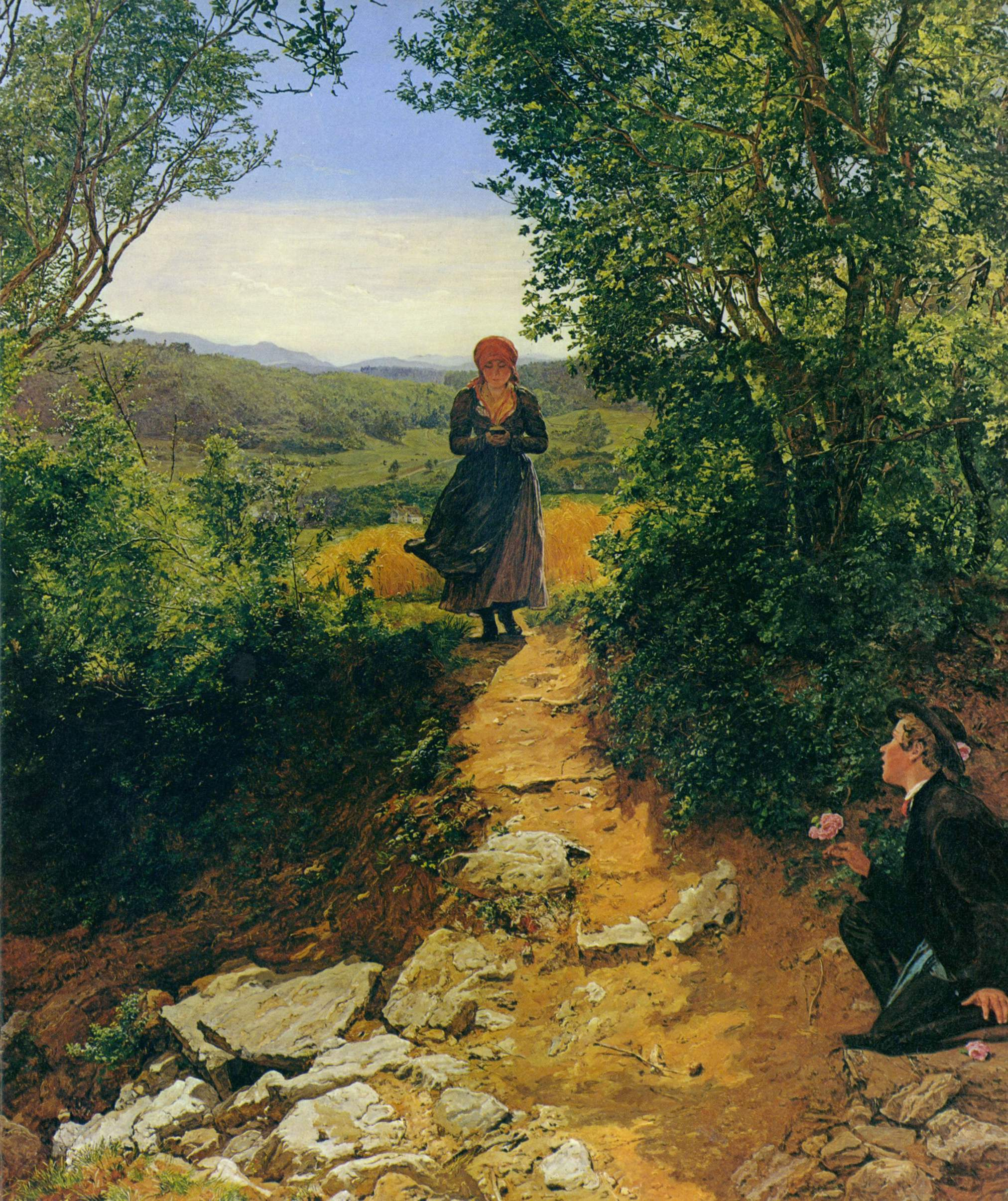
A espera 1860